# Beto Betuncal
Norberto Bercique Gomes Betuncal (Kopenhagen, 24 juni 1999) - voetbalnaam Beto - is een Guinee-Bissaus voetballer met Portugese roots die doorgaans speelt als spits. In de zomer van 2023 verruilde hij Udinese voor Everton. Beto maakte in 2024 zijn debuut als international in het Guinee-Bissaus voetbalelftal.

## Clubcarrière

### Jeugd
Beto speelde in de jeugd drie periodes bij URD Tires, met korte uitstapjes van één seizoen bij Benfica en AD Oeiras. Hij speelde tot 2018 bij de amateurs van URD Tires, terwijl hij ondertussen werkte bij de KFC. In 2018 tekende hij bij Olímpico do Montijo, dat uitkwam in Campeonato de Portugal, het vierde niveau van Portugal. Daar scoorde hij 21 keer in 34 wedstrijden.

### Portimonense
In juni 2019 tekende Beto voor vier seizoenen bij Portimonense, dat uitkwam in de Primeira Liga. Hij maakte op 9 augustus tegen B-SAD zijn debuut in het profvoetbal. Hij kwam tot elf invalbeurten dat seizoen, waarin hij niet scoorde. Wel scoorde hij dertien keer in 22 wedstrijden voor het onder 23-elftal van Portimonense. Op 8 november 2020 scoorde hij tegen FC Porto zijn eerste doelpunt voor de club. Hij eindigde het seizoen met elf goals in dertig competitiewedstrijden, 

### Udinese
Op de laatste dag van de zomerse transfermarkt van 2021, werd Beto voor één seizoen verhuurd aan Udinese, dat een verplichting tot koop had. Hij maakte op 12 september tegen Spezia zijn debuut voor de club. In drie achtereenvolgende wedstrijden in oktober tegen Sampdoria, AS Roma en Fiorentina scoorde Beto zijn eerste drie wedstrijden voor Udinese. Op 3 maart 2022 was hij goed voor een hattrick in een 5-1 overwinning op Cagliari. Hij scoorde elf keer dat seizoen, waarna hij definitief werd overgenomen voor vijftien miljoen euro. Ook zijn tweede seizoen haalde Beto de dubbele cijfers: hij scoorde tien keer in 33 competitiewedstrijden.

### Everton
In de zomer van 2023 werd Beto voor 25 miljoen euro overgenomen door Everton, waar hij voor vier seizoenen tekende. Op 30 augustus debuteerde hij met een goal in de EFL Cup tegen Doncaster Rovers. Drie dagen later maakte hij tegen Sheffield United ook zijn Premier League-debuut voor Everton. Op 7 december scoorde hij tegen Newcastle United zijn eerste competitietreffer. Hij scoorde vijf keer in 37 wedstrijden in alle competities. 

## Clubstatistieken
| Seizoen | Club                | Competitie             | Competitie | Competitie | Beker | Beker | Overig | Overig | Totaal | Totaal |
| Seizoen | Club                | Competitie             | Wed.       | Dlp.       | Wed.  | Dlp.  | Wed.   | Dlp.   | Wed.   | Dlp.   |
| ------- | ------------------- | ---------------------- | ---------- | ---------- | ----- | ----- | ------ | ------ | ------ | ------ |
| 2018/19 | Olímpico do Montijo | Campeonato de Portugal | 34         | 21         | 2     | 0     | —      | —      | 36     | 21     |
| 2019/20 | Portimonense        | Primeira Liga          | 11         | 0          | 0     | 0     | —      | —      | 11     | 0      |
| 2020/21 | Portimonense        | Primeira Liga          | 30         | 11         | 1     | 0     | —      | —      | 31     | 11     |
| 2021/22 | Portimonense        | Primeira Liga          | 3          | 2          | 2     | 0     | —      | —      | 5      | 2      |
| 2021/22 | → Udinese           | Serie A                | 28         | 11         | 1     | 0     | —      | —      | 29     | 11     |
| 2022/23 | Udinese             | Serie A                | 33         | 10         | 1     | 0     | —      | —      | 34     | 10     |
| 2023/24 | Udinese             | Serie A                | 1          | 0          | 1     | 1     | —      | —      | 2      | 1      |
| 2023/24 | Everton             | Premier League         | 30         | 3          | 7     | 2     | —      | —      | 37     | 5      |
| 2024/25 | Everton             | Premier League         | 12         | 1          | 2     | 1     | —      | —      | 14     | 2      |
| Totaal  | Totaal              | Totaal                 | 182        | 59         | 17    | 4     | 0      | 0      | 199    | 63     |

Bijgewerkt op 8 januari 2025.

## Interlandcarrière
In oktober 2022 werd Beto opgenomen in een voorlopige selectie van 55 spelers voor het WK 2022 in Qatar voor Portugal, maar zonder opgeroepen te worden. Twee jaar later ging hij spelen voor Guinee-Bissau onder bondscoach Luís Boa Morte. Op 11 oktober maakte hij tegen Mali zijn debuut, op 19 november scoorde hij tegen Mozambique zijn eerste doelpunt, beide wedstrijden in de kwalificatie voor de Africa Cup 2025.
1 Pickford ·
2 Patterson ·
5 Keane ·
6 Tarkowski ·
7 McNeil ·
8 Mangala ·
9 Calvert-Lewin ·
10 Ndiaye ·
11 Harrison ·
12 Virgínia ·
14 Beto ·
14 O'Brien ·
16 Doucouré ·
17 Chermiti ·
18 Young ·
19 Mykolenko ·
22 Broja ·
23 Coleman  ·
27 Gueye ·
29 Lindstrøm ·
31 Begović ·
32 Branthwaite ·
37 Garner ·
42 Iroegbunam ·
75 Dixon ·
Coach: Dyche
· Assistent-coach: Stone
· Assistent-coach: Woan
· Keeperstrainer: Kelly